# Tatsuo Watanabe
Tatsuo Watanabe (jap. 渡部龍雄 Watanabe Tatsuo; ur. 4 kwietnia 1928, zm. 11 grudnia 2011) – japoński skoczek narciarski. Olimpijczyk z 1952.
Znalazł się w składzie reprezentacji Japonii na Zimowe Igrzyska Olimpijskie 1952 w Oslo. W konkursie skoczków narciarskich, po dwóch skokach na odległość 59 metrów zajął 27. pozycję, ex aequo ze Stanisławem Marusarzem. Kilkanaście dni po starcie olimpijskim w tej samej miejscowości wystąpił na Festiwalu Narciarskim w Holmenkollen, jednak zajął przedostatnie, 98. miejsce, a gorszy od niego wynik uzyskał tylko reprezentujący Danię Mogens Balslev Brøndum.

## Zimowe igrzyska olimpijskie

### Indywidualnie
| 1952 Oslo | – | 27. miejsce |